# Оле Крістіансен
Оле Кірк Крістіансен — данський підприємець і винахідник, засновник компанії LEGO, мільярдер.

## Біографія
Народився в 1891 році в селі Філсков, Ютландія (західна Данія). Був 10-ю дитиною в бідній селянській родині.
Хоча сім'я була бідною, Крістіансен зміг отримати базову середню освіту. У 1905 році 14-річний Оле почав вчитися теслярству у старшого брата Крістіана. У 1911 році Оле залишає Данію, щоб працювати за кордоном теслярем. Спочатку він працював у Німеччині, а потім в Норвегії. У 1916 році Оле повертається в Данію і, використовуючи свої заощадження, купує «Біллундський столярний цех та лісовий склад», який служив його магазином деревини і будинком. У цьому ж році Оле одружився з Кірстін Серенсен, яку він зустрів у Норвегії. У них народилося четверо синів — Йоханнес, Карл Георг, Готфрід і Герхард. Але в 1932 році Кірстін померла, залишивши Оле одного з чотирма малолітніми дітьми.
Заснування LEGO
На початку 1930-х років Оле заснував компанію з виробництва предметів для повсякденного вжитку, основний прибуток якої приносили прасувальні дошки і сходи. Разом із ним в компанії трудився і його син, Готфрід, який почав працювати з батьком з 12 років. Однак з початком фінансової кризи його справи різко пішли на спад. Тоді вони удвох зайнялися виробництвом дерев'яних іграшок, які мали попит. Компанію з виробництва іграшок Крістіансен назвав LEGO, з'єднавши два данських слова — leg і godt (грати і добре). Спочатку Крістіансен розвивав бізнес потроху, в 1930-х роках в компанії працювало 7 осіб. Пізніше слово «LEGO» лягло в назву компанії і стало всесвітньо відомим брендом. У 1930-х компанія Крістіансена розпочала виготовлення дерев'яних машинок-фургонів і мініатюрних наборів меблів.
У 1942 році фабрика Крістіансена згоріла. Втім, Оле зумів відновити її, побудувавши на цей раз більш масивні будівлі. В середині 1940-х років вона була перетворена в сімейне підприємство, на якому працювало вже близько 40 службовців.
З 1947 року кубики стали пластмасовими й обзавелися штирями, отримавши можливість з'єднуватися один з одним. Так з'явилися на світ перші конструктори LEGO. Через пару років, в 1949 році була виготовлена перша партія дерев'яних і пластикових елементів, які легко з'єднувалися між собою. У 1953 році почалося виробництво знаменитих кубиків LEGO, а 1 травня 1954 року в Данії було офіційно зареєстровано назву «LEGO». До того моменту директором сімейної компанії був син Оле, Готфрід, який вступив на посаду в день свого 31-річчя.
Смерть
У 1951 році Оле переніс інсульт, після чого його здоров'я не відновилося. Він дожив до 66 років і помер на початку березня 1958 року. Оле помер незадовго до того, як його син використовував автоматичну зв'язуючу цеглу в якості основи для «Системи гри», яка лягла в основу сучасного конструктора Lego.